# Mycterosaurus
Mycterosaurus – gad z rodziny Varanopidae. Był najprymitywniejszym przedstawicielem swojej rodziny. Brak mu cech które posiadają bardziej zaawansowani krewni. Osiągał około 60 cm długości.

## Synonimy
- Eumatthevia bolli Broom, 1930,
- Basicranodon fortsillensis Vaughn, 1958.